# Гурник (Забже)
«Гу́рник» За́бже (пол. Górnik Zabrze) — професіональний польський футбольний клуб з міста Забжа Сілезького воєводства.

## Історія
У 1948 році рішенням польської влади багато клубів було розформовано і організовано галузеві клуби на зразок радянських команд. 14 грудня 1948 року у результаті об'єднання забжанських клубів «РКС Конкордія», «КС Погонь», «РКС Скра» і «КС З'єдноченє» був організований клуб, який отримав назву «„Гурник“ Забже» і приписаний до гірничої промисловості. У 1956 році команда вперше дебютувала у І лізі, а у наступному році здобула своє перше чемпіонство і дійшла до фіналу Кубка, де поступилася ЛКС «Лодзь». У 1957 році також дебютувала в європейських турнірах. У наступних 11 сезонах клуб постійно виборював призові місця, що є рекордом Польщі. Тільки у сезоні 1978/79 років команда виступала у ІІ лізі. У 2009 році команда вдруге в своїй історії залишила найвищу лігу.
Серед гравців, які частину своєї кар'єри провели в Україні у складі польської команди виступали Димитар Макрієв та Северин Ганцарчик.

### Історія назв
- 14.12.1948: ГЗКС Гурник Забже (пол. GZKS [Górniczy Związkowy Klub Sportowy] Górnik Zabrze)
- 1949: ТКС Гурник Забже (пол. TKS [Terenowe Koło Sportowe] Górnik Zabrze)
- 14.05.1957: КС Гурник Забже (пол. KS [Klub Sportowy] Górnik Zabrze)
- 1996: Гурник Забже ССА

## Титули та досягнення
- Чемпіонат Польщі:
  - чемпіон (14): 1957, 1959, 1961, 1962/63, 1963/64, 1964/65, 1965/66, 1966/67, 1970/71, 1971/72, 1984/85, 1985/86, 1986/87, 1987/88
  - срібний призер (4): 1962, 1968/69, 1973/74, 1990/91
  - бронзовий призер (7): 1958, 1960, 1967/68, 1969/70, 1976/77, 1988/89, 1993/94
- Кубок Польщі:
  - володар (6): 1964/65, 1967/68, 1968/69, 1969/70, 1970/71, 1971/72
  - фіналіст (7): 1955/56, 1956/57, 1961/62, 1965/66, 1985/86, 1991/92, 2000/01
- Кубок Ліги Польщі:
  - володар (1): 1978 (неофіційно)
- Суперкубок Польщі:
  - володар (1): 1988
  - фіналіст (1): 1987

Участь у євротурнірах:
- Кубок Чемпіонів УЄФА:
  - 1/4 фіналу (1): 1967/68
- Кубок володарів кубків УЄФА:
  - фіналіст (1): 1969/70
  - 1/4 фіналу (1): 1970/71
- [[Файл:|16px]] Кубок УЄФА:
  - 1/16 фіналу (1): 1977/78
- Кубок Інтертото:
  - 1/4 фіналу (1): 1966/67

## Виступи в єврокубках
| Сезон   | Змагання                     | Раунд   |                                                | Клуб              | Результат     |
| ------- | ---------------------------- | ------- | ---------------------------------------------- | ----------------- | ------------- |
| 1961–62 | Кубок Європейських чемпіонів | К       | Англія                                         | Тоттенгем         | 4–2, 1–8      |
| 1963–64 | Кубок Європейських чемпіонів | К       | Австрія                                        | Аустрія Відень    | 1–0, 0–1, 2–1 |
| 1963–64 | Кубок Європейських чемпіонів | 1Р      | Чехословаччина                                 | Дукла             | 2–0, 1–4      |
| 1964–65 | Кубок Європейських чемпіонів | К       | Чехословаччина                                 | Дукла             | 1–4, 3–0, 0–0 |
| 1965–66 | Кубок Європейських чемпіонів | К       | Австрія                                        | ЛАСК              | 3–1, 2–1      |
| 1965–66 | Кубок Європейських чемпіонів | 1Р      | Чехословаччина                                 | Спарта Прага      | 0–3, 1–0      |
| 1966–67 | Кубок Європейських чемпіонів | 1Р      | НДР                                            | Форвертс Берлін   | 2–1, 1–2, 3–1 |
| 1966–67 | Кубок Європейських чемпіонів | 2Р      | Болгарія                                       | ЦСКА Софія        | 0–4, 3–0      |
| 1967–68 | Кубок Європейських чемпіонів | 1Р      | Швеція                                         | Юргорден          | 3–0, 1–0      |
| 1967–68 | Кубок Європейських чемпіонів | 2Р      | СРСР                                           | Динамо Київ       | 2–1, 1–1      |
| 1967–68 | Кубок Європейських чемпіонів | 1/4     | Англія                                         | Манчестер Юнайтед | 0–2, 1–0      |
| 1968–69 | Кубок володарів кубків       | 1Р      | СРСР                                           | Динамо Москва     | відмова       |
| 1969–70 | Кубок володарів кубків       | 1Р      | Греція                                         | Олімпіакос        | 2–2, 5–0      |
| 1969–70 | Кубок володарів кубків       | 2Р      | Шотландія                                      | Рейнджерс         | 3–1, 3–1      |
| 1969–70 | Кубок володарів кубків       | 1/4     | Болгарія                                       | Левські           | 2–3, 2–1      |
| 1969–70 | Кубок володарів кубків       | 1/2     | Італія                                         | Рома              | 1–1, 2–2, 1–1 |
| 1969–70 | Кубок володарів кубків       | Фінал   | Англія                                         | Манчестер Сіті    | 1–2           |
| 1970–71 | Кубок володарів кубків       | 1Р      | Данія                                          | Ольборг           | 1–0, 8–1      |
| 1970–71 | Кубок володарів кубків       | 2Р      | Туреччина                                      | Гезтепе           | 1–0, 3–0      |
| 1970–71 | Кубок володарів кубків       | 1/4     | Англія                                         | Манчестер Сіті    | 2–0, 0–2, 1–3 |
| 1971–72 | Кубок Європейських чемпіонів | 1Р      | Франція                                        | Марсель           | 1–2, 1–1      |
| 1972–73 | Кубок Європейських чемпіонів | 1Р      | Мальта                                         | Сліма Вондерерс   | 5–0, 5–0      |
| 1972–73 | Кубок Європейських чемпіонів | 2Р      | СРСР                                           | Динамо Київ       | 0–2, 2–1      |
| 1974–75 | Кубок УЄФА                   | 1Р      | Соціалістична Федеративна Республіка Югославія | Партизан          | 2–2, 0–3      |
| 1977–78 | Кубок УЄФА                   | 1Р      | Фінляндія                                      | Гака              | 5–3, 0–0      |
| 1977–78 | Кубок УЄФА                   | 2Р      | Англія                                         | Астон Вілла       | 0–2, 1–1      |
| 1985–86 | Кубок Європейських чемпіонів | 1Р      | Німеччина                                      | Баварія           | 1–2, 1–4      |
| 1986–87 | Кубок Європейських чемпіонів | 1Р      | Бельгія                                        | Андерлехт         | 0–2, 1–1      |
| 1987–88 | Кубок Європейських чемпіонів | 1Р      | Греція                                         | Олімпіакос        | 1–1, 2–1      |
| 1987–88 | Кубок Європейських чемпіонів | 2Р      | Шотландія                                      | Рейнджерс         | 1–3, 1–1      |
| 1988–89 | Кубок Європейських чемпіонів | 1Р      | Люксембург                                     | Женесс Еш         | 3–0, 4–1      |
| 1988–89 | Кубок Європейських чемпіонів | 2Р      | Іспанія                                        | Реал Мадрид       | 0–1, 2–3      |
| 1989–90 | Кубок УЄФА                   | 1Р      | Італія                                         | Ювентус           | 0–1, 2–4      |
| 1991–92 | Кубок УЄФА                   | 1Р      | Німеччина                                      | Гамбург           | 1–1, 0–3      |
| 1994–95 | Кубок УЄФА                   | К       | Ірландія                                       | Шемрок Роверс     | 7–0, 1–0      |
| 1994–95 | Кубок УЄФА                   | 1Р      | Австрія                                        | Адміра            | 2–5, 1–1      |
| 1995    | Кубок Інтертото              | Група 1 | Данія                                          | Орхус             | 1–4           |
| 1995    | Кубок Інтертото              | Група 1 | Швейцарія                                      | Базель            | 1–2           |
| 1995    | Кубок Інтертото              | Група 1 | Англія                                         | Шеффілд Венсдей   | 2–3           |
| 1995    | Кубок Інтертото              | Група 1 | Німеччина                                      | Карлсруе          | 1–6           |
| 2018–19 | Ліга Європи                  | 1К      | Молдова                                        | Заря Бєльці       | 1–0, 1–1      |
| 2018–19 | Ліга Європи                  | 2К      | Словаччина                                     | Тренчин           | 0–1, 1−4      |